# Carl (Isenburg-Birstein)
Carl (Karl) Friedrich Ludwig Moritz von Isenburg-Birstein (* 29. Juni 1766 in Birstein; † 21. März 1820 ebenda) war seit dem 3. Februar 1803 Fürst zu Isenburg und Büdingen im alten Deutschen Reich und ab 12. Juli 1806 souveräner Fürst des Rheinbund-Staates Fürstentum Isenburg.

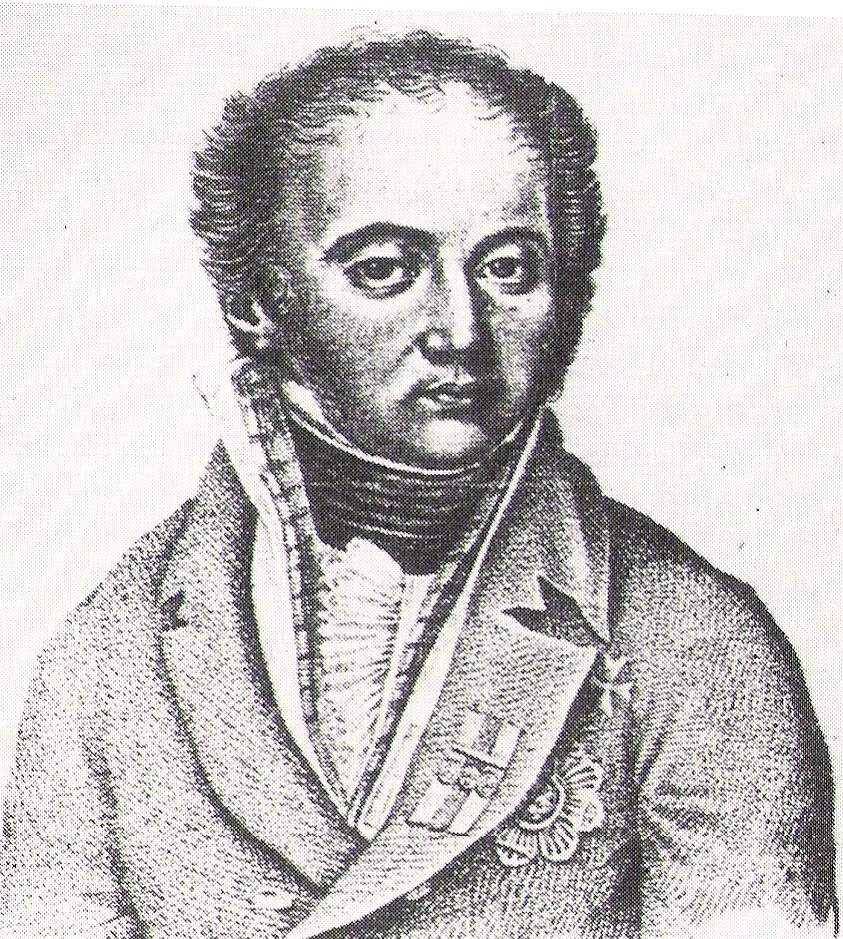
Carl Friedrich Ludwig Moritz von Isenburg-Birstein, zeitgenössische Lithografie

## Leben

### Herkunft
Carl war der Sohn von Wolfgang Ernst II., Fürst zu Isenburg und Büdingen, (* 17. November 1735 in Birstein; † 3. Februar 1803 in Offenbach am Main) und Sophie Charlotte von Anhalt-Bernburg-Schaumburg-Hoym (* 3. April 1743; † 5. Dezember 1781), die am 20. September 1760 auf der Schaumburg an der Lahn heirateten.

### Kriegsschule und Militärdienst
In seiner Jugend besuchte er die Kriegsschule École militaire für protestantische Knaben des blinden Fabeldichters Gottlieb Konrad Pfeffel in Colmar im Elsass (seit 1782 Académie militaire) und trat 1784 in ein Infanterie-Regiment als Leutnant ein, dessen Regimentsinhaber ab 1775 Joseph von Tillier und ab 1786 Wilhelm von Klebek war (100 Jahre später hieß es k.u.k. Oberösterreichisches Infanterie-Regiment "Ernst Ludwig Großherzog von Hessen und bei Rhein" Nr. 14), der Verband gehörte zur kaiserlichen Armee und hatte seinerzeit seinen Standort in Linz und Braunau am Inn. 1785 nahm er am Feldzug in den Niederlanden, 1786 am Feldzug gegen die Türken im Stab des Generalquartiermeisters und 1791/95 am Feldzug gegen die Franzosen in Italien und den Niederlanden teil. 1794 nahm er als Oberstleutnant seinen Abschied aus kaiserlichen Diensten, um zu heiraten.
Der junge Offizier scheint nicht gerade sparsam gewesen zu sein; am 28. Oktober 1791 veröffentlichte sein Vater eine Zeitungsmeldung, in dem er den Erbprinzen für zahlungsunfähig erklärte. Die Schulden aus der österreichischen Militärzeit scheinen nicht alle bedient worden zu sein. Noch im Oktober 1801 ist von einer „Flucht“ Carls vor seinen Gläubigern von Offenbach nach Birstein die Rede. Minister Wolfgang von Goldner gelang es aber die Schulden zu ordnen und durch ein neues Gesamtdarlehen abzulösen.

### Familie
Carl heiratete am 16. September 1795 in Erbach Charlotte Auguste, Tochter des Grafen Franz zu Erbach-Erbach (* 5. Juni 1777 in Erbach; † 21. Mai 1846 in Heidelberg). Mit ihr hatte er sechs Kinder:
- Viktoria Charlotte Franziska Luise (* 10. Juni 1796 in Offenbach; † 2. Juli 1837 in Birstein)
- Amalie Auguste (* 20. Juli 1797 in Offenbach; † 30. November 1808 in Offenbach)
- Wolfgang Ernst (* 25. Juli 1798 in Offenbach; † 29. Oktober 1866 in Birstein) ⚭ Adelheid Gräfin zu Erbach-Fürstenau (* 23. März 1795 in Fürstenau; † 5. Dezember 1858 in Birstein) am 30. Januar 1827
- Franz Wilhelm (* 1. November 1799 in Hanau; † 21. Mai 1810 in Offenbach)
- Friedrich Karl (* 22. Januar 1801 in Offenbach; † 19. Februar 1804 in Offenbach)
- Viktor Alexander (* 14. September 1802 in Birstein; † 15. Februar 1843 in Heidelberg) ⚭ Maria Prinzessin zu Löwenstein-Wertheim-Rosenberg (* 3. August 1813; † 19. März 1878) am 4. Oktober 1836

Die Eheleute Carl, Erbprinz zu Isenburg-Birstein, und Charlotte Auguste sowie Wolfgang Goldner und Amalie Wilhelmine waren ungefähr im gleichen Alter, ihre Kinder kamen im selben Jahrzehnt zur Welt. Die Kinder spielten fast jeden Tag miteinander (Der Chronist der Familie von Goldner, Richard Forsboom, mutmaßte über hundert Jahre später, die Kinder könnten nicht allzu viele weitere Freunde in Offenbach gehabt haben, wenn sie fast ständig zusammen gewesen seien.).

## Wirken

### Erbprinz im Wartestand
Carl war seit 28. August 1801 Ritter des Bayerischen Hubertusordens und – später – Träger des Compturkreuzes des Johanniterordens. Er förderte zwischen 1802 und 1804 erste Ausgrabungen beim Römerkastell „Altenburg“ im Territorium seines Vaters (im heutigen Ortsteil Rückingen von Erlensee). Ab 1805 war er Träger des Großkreuzes der Ehrenlegion (G. C. LH).

### Regierender Fürst
Nach dem Tod seines Vaters wurde Carl am 3. Februar 1803, er war 36 Jahre alt, regierender Fürst. Die "Chronologische Übersicht der brandenb. preuss. Generalität" verzeichnet unter "XVIII. "Generale... von 1798–1807" unter Nr. 1048. Fürst von Ysenburg-Birstein. 1803 als Titular-General-Major angestellt. Aktiven Dienst hat er im preußischen Militär zwar nicht geleistet, den preußischen König (Friedrich Wilhelm III.) hat er aber vor Übernahme seines Dienstes im französischen Militär (1805) informiert. Dieser teilte ihm im Februar 1806 mit, dass militärische Dienstverhältnisse für unterschiedliche Mächte nicht vereinbar seien und er Carls Schreiben als Verzicht auf den preußischen Dienstgrad ansehe.

### Carl als Lobbyist für die „kleinen“ Fürsten – Frankfurter Union

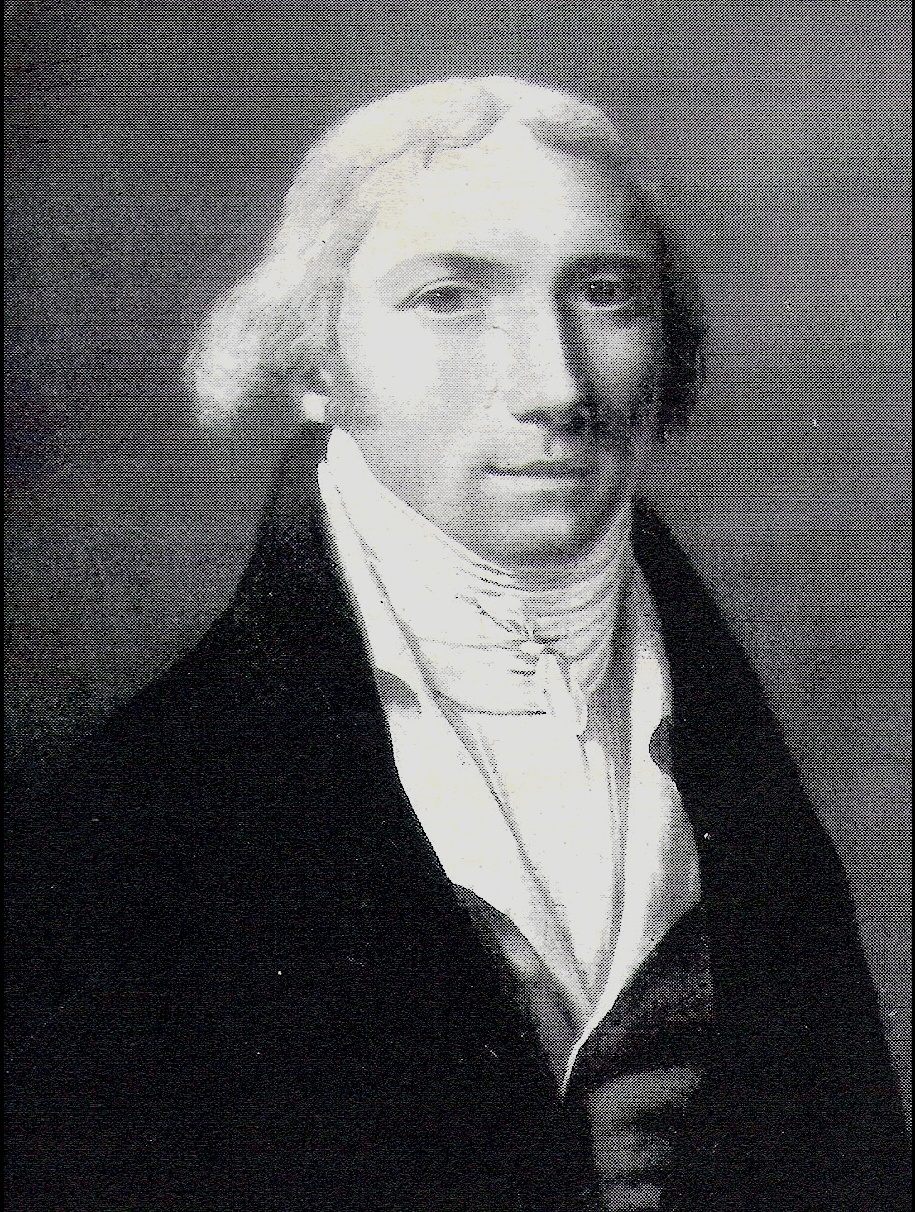
Wolfgang von Goldner, Paris 1806

Der Reichsdeputationshauptschluss (1803) hatte viele kleine Territorien, reichsunmittelbare Herrschaften, Grafschaften, Fürstentümer, liquidiert und größeren Territorien einverleibt. Auch Isenburg verfolgte diese Entwicklung argwöhnisch. Carls Minister Wolfgang von Goldner unternahm den Versuch, möglichst viele der gefährdeten kleineren Fürsten und Grafen (mindermächtige Reichsstände oder auch kleine Höfe genannt) zu einer Verhandlungseinheit zusammenzuschließen, mit gemeinsamen diplomatischen Vertretungen in Paris, Wien und Berlin, die Frankfurter Union. Ihr traten eine gewisse Anzahl rheinischer, hessischer und südwestdeutscher Herrscher bei. Die Organisatoren dieses sich bedeckt haltenden Vereins waren Minister Goldner und Graf Friedrich zu Solms-Laubach – und Fürst Carl trat in der Öffentlichkeit für die Vereinigung auf. Carl „vertrat also die Frankfurter Union offiziell den Franzosen gegenüber, ohne Hintergedanken, eine Figur Goldners und des Laubacher Grafen. Vermutlich war er selbst auch kaum intelligent genug, politische Leitlinien zu entwickeln und konsequent durchzuführen“.
Mit der Errichtung des Rheinbundes 1806 verloren alle Mitglieder der Union (Ausnahme: Isenburg) ihre Souveränität an die neu gebildeten Staaten (z. B. Leiningen an das Großherzogtum Baden, das Großherzogtum Hessen-Darmstadt und an das Königreich Bayern; Solms-Laubach an das Großherzogtum Hessen). Die Frankfurter Union löste sich spätestens im Herbst 1806 auf. Die ehemaligen Mitglieder hielten aber weiterhin Kontakt; Isenburg dagegen wurde förmlich geächtet. Leiningen entzog Minister Goldner die Vollmacht, und Solms-Laubach ging auf Distanz. Carl von Isenburg selbst litt persönlich unter den Folgen seiner politischen Isolation: Meine Existenz als unabhängiger Fürst ist gerettet, schrieb er am 21. Juli 1806 an Goldner, ich bleibe noch auf einem Haufen Trümmern stehen, aber um mich sinkt Freund, Verwandten alles dahin, kaum kann ich mich freuen… O wie unglimpflich werde ich von allen anderen, die weniger glücklich als ich waren, beurteilt werden, und wie wenig verdiene ich dieses Urteil.

### Vom Reichsfürsten zum souveränen Staatsoberhaupt im Rheinbund
Fürst Carl führte das Land als eines der Gründungsmitglieder am 12. Juli 1806 in den Rheinbund, wodurch er ein „souveräner Fürst über alle Isenburgische Lande“ wurde; aus dem Reichsfürsten Carl von Isenburg-Birstein wurde der Souverän Carl Fürst zu Isenburg (wie er sich danach selbst oft nannte).

### Staatsoberhaupt und französischer Offizier
Carl Fürst zu Isenburg war vom Herbst 1805 bis zum Sommer 1809 aktiver französischer Offizier. Er war Werber von zwei Fremdregimentern für Frankreich (1810 gab es insgesamt vier) und hat aktiv an Kampfhandlungen teilgenommen; er hat aber niemals das Isenburger (Rheinbund-)Kontingent noch eines der beiden von ihm angeworbenen französischen Fremdregimenter (Regiment Isenburg oder Regiment Preußen) in Gefechten befehligt.
Carl, den Napoleon bereits 1805 zum Colonel des von ihm angeworbenen Regiments (später als 2. kaiserlich-französisches Fremdregiment bezeichnet) ernannt hatte, warb für den Kaiser ein weiteres Regiment (später als 4. kaiserlich-französisches Fremdregiment bezeichnet), das er teilweise aus den Gefangenen der geschlagenen Preußischen Armee nach der Schlacht bei Jena und Auerstedt gewann. Carl beteiligte sich kurzzeitig am Feldzug in Spanien, war aber nicht Kommandeur eines der von ihm angeworbenen Regimenter (Carl war ab 12. Dezember 1806 französischer Brigadegeneral). Er nahm 1809 (wegen seiner Gicht) seinen Abschied vom aktiven Dienst, blieb aber bis Dezember 1813 Offizier in französischen Diensten (Generalmajor).

### Humanist und Freimaurer
Am 5. September 1812 beschließen elf Männer die Gründung einer Freimaurerloge in Offenbach, unter ihnen der Geheime Hofrat Marschall der Ältere, Hofarzt des Fürsten Carl. „Im steten dankbaren Gedächtnis“ an den regierenden Fürsten und seine Gemahlin Charlotte, geborene Gräfin von Erbach-Erbach, erhielt die Bruderschaft den Namen „Carl und Charlotte zur Treue“ (Nr. 250). Am 14. September 1812 wird der Beitritt protokolliert. Sechs Tage später findet die erste Beamtenwahl statt, bei der Fürst Carl Meister vom Stuhl wird. In ihrem damaligen Domizil, dem „Merz´schen Haus“, erleben am 21. Dezember 1812 beim feierlichen Stiftungsfest 27 Offenbacher und 11 besuchende Freimaurer die „Einbringung des Lichts“ (= feierliche Eröffnung einer neugegründeten Loge, die mit ihren rituellen Arbeiten beginnt). Am 3. Februar 1813 beschließt die Loge einen Wohltätigkeitsfonds, der wohl den Beginn moderner Sozialarbeit in Offenbach markiert.

## Nach Napoleon

### „Bewiesene Anhänglichkeit an Napoleon“
Durch die Frankfurter Akzessionsverträge konnten sich die meisten deutschen Rheinbundfürsten vor Sanktionen der großen Mächte (Österreich, Preußen, Russland) „retten“, der Beitritt zur anti-napoleonischen Koalition machte sie noch vor 1814 zu Siegern statt zu Besiegten. Wohl auch deshalb erklärte Fürst Carl am 26. November 1813 den Austritt aus dem Rheinbund und das Ende seiner französischen Dienstverhältnisse und beantragte den Beitritt zur Anti-Napoleon-Allianz. Ihm wurde aber wegen bewiesener Anhänglichkeit an Napoleon der Beitritt zur Allianz verweigert (weitere vom Beitritt Ausgeschlossene waren: der „wankelmütige“ König von Sachsen, weil er noch zu Beginn der Völkerschlacht auf Napoleons Seite war und erst in letzter Minute die „Wende“ machte, die Napoleon-Verwandten in Düsseldorf (Großherzogtum Berg) und Kassel (Königreich Westphalen), die Frankophilen: der Großherzog von Frankfurt Fürstprimas Dalberg (der Hausprälat Napoleons), sein Neffe Philipp von der Leyen und Carl Fürst zu Isenburg (weil er schon vor dem Rheinbund französischer Offizier gewesen und es zu lange geblieben war: Une animent [Schreibfehler für: unanimement] regardé comme un satellite napoléonien)).

### Asyl für den politischen Flüchtling in Basel
Nach dem Zerfall des Rheinbundes floh Fürst Carl nach Basel, nicht ohne Grund, denn auch der Großherzog von Würzburg, der Großherzog von Hessen-Darmstadt, der Großherzog von Frankfurt (Fürstprimas des Rheinbundes und Erzbischof von Regensburg), flohen aus Angst vor Gefangennahme, denn der König von Sachsen war von den Alliierten gefangen genommen worden. Carl kehrte aber bald wegen seines Leidens (Gicht in den Beinen) zurück (nach Erbach (Odenwald) zu seinen Schwiegereltern).
Militärisch hat er sich anscheinend nicht mehr betätigen wollen: ... unterm 27ten Januar [1814] haben Se. Königliche Hoheit [der Großherzog von Baden] gnädigst geruht, den beyden Generalmajors à la Suite vom Corps, Casimir Grafen von Isenburg und Carl Prinzen von Isenburg den nachgesuchten Abschied zu bewilligen... ist im Großherzoglich Badischen Regierungs-Blatt vom 8. August 1814, zu lesen gewesen.
Das Fürstentum Isenburg wurde nicht nur kriegsrechtlich besetzt, sondern später völkerrechtlich mediatisiert und annektiert. Während Österreich letztlich nur die „Einverleibung aller übrigen Staaten seiner Häuser“ an Carl zu Isenburg kritisierte (Metternich an seinen Kaiser), war die preußische Haltung viel deutlicher: Mit der Anwerbung des Regiments Preußen aus den Kriegsgefangenen der geschlagenen preußischen Armee (1806 nach der Schlacht bei Jena und Auerstädt) zog Carl sich anscheinend auch den Hass des preußischen Königs und noch schärfer den des Freiherrn vom Stein zu. Zur Einschüchterung diente der Hausarrest von Minister Goldner; Ende November 1813 für mehrere Wochen, während dieser Zeit wurden dessen sämtliche Amts- und Privatpapiere durchsucht.
Vom Stein stellte anscheinend vier Bedingungen, wenn der Fürst „ungeschoren davon kommen“ wollte,

- einmal die Aufgabe der französischen Militärwürde,
- zweitens die Lossagung von der rheinischen Konföderation (Rheinbund),
- drittens die Rückkehr in das Fürstentum, und
- viertens die Übertragung der Regentschaft auf seine Ehefrau Charlotte und
- die Entlassung von Minister Wolfgang von Goldner am 17. März 1814 durch die Fürstin als Regentin; Goldner stand jedoch als Berater auch in der Folgezeit zur Verfügung.

Alle Bedingungen wurden erfüllt.

### Protest gegen die Beschlüsse des Wiener Kongresses
Nach den Beschlüssen des Wiener Kongresses taucht in Isenburg eine Medaille auf, die dort geprägt worden sein soll, mit dem Monogram des Fürsten und folgender äußerer Umschrift FRUCTUS LIBERTATIS GERMANIAE PROMISSAE und innerer Umschrift P E U OE V B M V M A R (= Preußen England Und OEsterreich Vereint Bringen Mich Um Mein Angestammtes Recht). Weitere Ausprägungen dieser Medaille mussten unterbleiben.

### Finanzen
Den Fürsten drückten Geldsorgen. Minister Goldner führte die von den Gläubigern 1815 erhobenen Forderungen in erster Linie auf von Carl vorgeschossene und von Napoleon nicht erstattete Werbungs- und Ausrüstungskosten der angeworbenen Regimenter zurück. Kritiker führen allerdings an, der amüsante Lebensstil in Toul und Nancy, häufige Abstecher nach Paris, besonders zwischen 1809 und 1811 (Neujahrsgeschenke, teuere Essen). Im Frühjahr 1811 versuchte Goldner die auf 1.328.751 fl. angewachsenen Schulden zu bereinigen. Am 20. September 1811 wurde eine Schuldenliquidations- und Amortisements-Kommission ins Leben gerufen. In den öffentlichen Blättern erschienen Aufforderungen zur Stellung der Forderungen binnen sechs Monaten (19. Oktober 1811); nach fruchtlosem Fristablauf wurde Verzichtleistung vermutet. Diese Tilgungsaktion wurde jedoch nicht vollendet, weshalb das Verfahren am 13. August 1817 (nunmehr großherzoglich-hessisch) fortgesetzt werden sollte. Der Numismatiker Karl Wilhelm Becker wurde 1814 Hofrat in Isenburg.

### Einsprüche der Verwandten
Seine Verwandten, die mediatisierten Grafen in Büdingen, in Meerholz und in Wächtersbach, waren über ihren neuen Stand nach dem Verlust der Reichsunmittelbarkeit unzufrieden und versuchten sich bei allen und jedem, bei dem sie Einfluss vermuteten, zu beschweren und für die Wiedererlangung ihrer verlorenen Rechte zu kämpfen (beim Fürsten selbst gegen dessen Regierung, beim Fürstprimas Karl Theodor von Dalberg über die Nichtzusicherung bzw. Nicht-Regulierung ihrer Rechte). Neben vielem anderen beklagten sie sich z. B. auf dem Wiener Kongress über den Souveränitätsmissbrauch in Justizsachen, weil es im Fürstentum trotz einer Verordnung über den Geschäftsgang in Justizsachen keine funktionsfähige dritte Instanz in Zivilrechtsstreitigkeiten gab; Souveränitätsmißbräuche konnten aber nicht nachgewiesen werden.